# H8Machine
H8Machine [ˈheɪt məˈʃiːn] ist eine US-amerikanische Rechtsrock- und Hatecore-Band aus New Jersey. Sie ist eine der wenigen Straight-Edge-Bands der rechtsextremen Musikszene der Vereinigten Staaten.

## Geschichte
H8Machine stammen aus dem US-Bundesstaat New Jersey. Der Name ist ein Wortspiel: Die „8“ wird als Zahlwort (eight) ausgesprochen; mit dem vorangestellten „H“ ergibt sich phonetisch das Wort „Hate“ (Hass), in Summe mithin „Hate Machine“, auf Deutsch etwa „Hassmaschine“. Die Band ging aus der Gruppe Dying Breed hervor und veröffentlichte 2001 ihr Debütalbum Cheated über Panzerfaust Records. 2002 spielte die Band auf dem Hammerfest der Schweizer Hammerskins vor rund 1.200 Naziskins. 2004 folgte Hardcore for Life, ebenfalls auf Panzerfaust Records (Wiederveröffentlichung 2008 über das deutsche Label Gjallarhorn Klangschmiede), und 2007 One Less Reason to Smile auf Free Your Mind Productions. Die Band beteiligte sich mit dem Lied Cheated an der ersten sogenannten Projekt Schulhof-CD der Freien Kameradschaften. Ende der 2010er-Jahre bestand die Band im Wesentlichen aus Sänger Dennis, der für Musik und Texte verantwortlich zeichnete. Mit den anderen Mitgliedern der Band kam er lediglich für Livekonzerte zusammen.

## Ideologie
H8Machine steht an der Spitze der US-amerikanischen Hatecore-Bewegung und steht den Hammerskins nahe, deren Embleme sie auf diversen Tonträger zeigen. Sie versteht sich nicht nur als reine Musikband, sondern auch ideologisches Vorbild. Rainer Fromm zitierte die Band in einem Artikel für die Bundesprüfstelle für jugendgefährdende Medien über die NS-Hardcore-Szene mit den folgenden Worten:

„Musik ist Bewegung!!! Wenn es nicht die Musik wäre, gäbe es keine Konzerte, ohne Konzerte gäbe es kein Zusammenkommen, ohne Zusammenkommen gäbe es keine Bindung. Musik bringt die Botschaft von einer Ecke zur Anderen. Ohne Musik würde es die Szene nicht mehr geben und sie wäre nicht so groß wie sie jetzt ist!“

Dabei setzt die Band auf moderne Gesellschaftskritik statt auf traditionelle Rechtsrock-Themen und versucht so, eine neue Klientel in die rechtsextreme Bewegung zu integrieren.

## Diskografie
- 2001: Cheated (Panzerfaust Records)
- 2004: Hardcore for Life (Panzerfaust Records)
- 2008: One Less Reason to Smile (Free Your Mind Productions)
- 2016: Fighting Solves Everything (Gjallarhorn Klangschmiede)